# بكرة عضدية
البكرة العضدية (بالإنجليزية: Trochlea of humerus)‏ في الذراع البشري هي الجزء الإنسي من السطح المفصلي لمفصل المرفق ، الذي يتمفصل مع الثلمة البكرية للزند في الساعد.

## البنيان
تكون البكرة العضدية في البشر والقرود بكريّة الشكل (مثل البكرة)، أما في السعادين فالشكل أسطواني، وفي السعالي البدائية فهي مخروطية. وشكلها في المجمل : انخفاض عميق مابين حافتين واضحتين.
يقع رؤيس العضد على الجانب الوحشي للبكرة. وتقع لقيمة العضد الانسية على الجانب الإنسي للبكرة. وتقع الحفرة الإكليلانية للعضد مباشرة أعلى من البكرة أمامياً، بينما الحفرة الزجية خلفها. في البشر، هاتان الحفرتان (الإكليلانية والزجّية) هما الأبرز في عظم العضد، وقد يتحولا أحيانا إلى حفرة اسمها «الثقبة فوق البكرة»  التي هي ثقبة دائمة عند بعض الحيوانات، على سبيل المثال، الكلاب.

### زاوية الحمل (الزاوية العضدية الساعدية)
عند النظر إلي «البكرة» من الأمام أو الخلف فإن شكلها العام يبدو أسطواني تقريبا، ولكن عند النظر إليها من أسفل يظهر ميلانها الحقيقي وطبيعة ثلمها الحلزوني بشكل واضح. تلك الطبيعة الحلزونية لثلم البكرة يُعزى إليها المحاور العرضية المختلفة لحركة مفصل المرفق.
في معظم الأحيان، يكون الأخدود (الثلم) عمودياً على الجانب الأمامي ولكن ينزل بميل جانبي على الجانب الخلفي. خلال ثني المرفق، يحافظ الجزء الأمامي العمودي للبكرة على العضد والساعد متقابلان فوق بعضهما البعض على نفس المحاذاة (عند النظر إليهما من الأمام). خلال تمديد المرفق، فإن الجزء الخلفي المائل يتصل مع الثلمة البكرية على الزند بحيث يفرض هذا الميل المحور الرئيسي من الساعد لتشكيل زاوية صغيرة مع العضد . تعرف هذه الزاوية بزاوية الحمل (بالإنجليزية: Carrying angle)‏ وهي أكثر وضوحاً في النساء عن الرجال.
في قليل من الأحيان يكون الجزء الأمامي مائل، و بالتبعية يكون مائلا أيضاً من الجانب الخلفي ولكن في إتجاه الميل المعاكس. ونتيجة لذلك، خلال الانثناء الكامل للمرفق، تميل راحة اليد لتكون خارج الكتف. نادرا جدا ما يكون الجزء الأمامي مائل في الإتجاه المعاكس، بحيث تقع راحة اليد على الصدر خلال الانثناء الكامل للمرفق.

## الوظيفة
المرفق هو مفصل رزّي (مفصل يتحرك بشكل حركة الباب) مع عنصر استداري حيث تشكل بكرة العضد السطح المحدب القريب، الذي يتمفصل مع السطح المقعر البعيد على الزند، ألا وهو الثلمة البكرية للزند. تُغطي البكرة و الحفرة المرتبطة بها تقريبا 360° درجة زَاوِيَة، وتغطى الثلمة البكرية للزند 190 درجة قوسية والفجوة بينهما تسمح بالإنثناء والإنبساط في المرفق. يمكن ثني المرفق وبسطه للحد الأقصى لأن الحفرتان تتسعان للناتئ الإكليلاني والناتئ الزُجّي للزند.

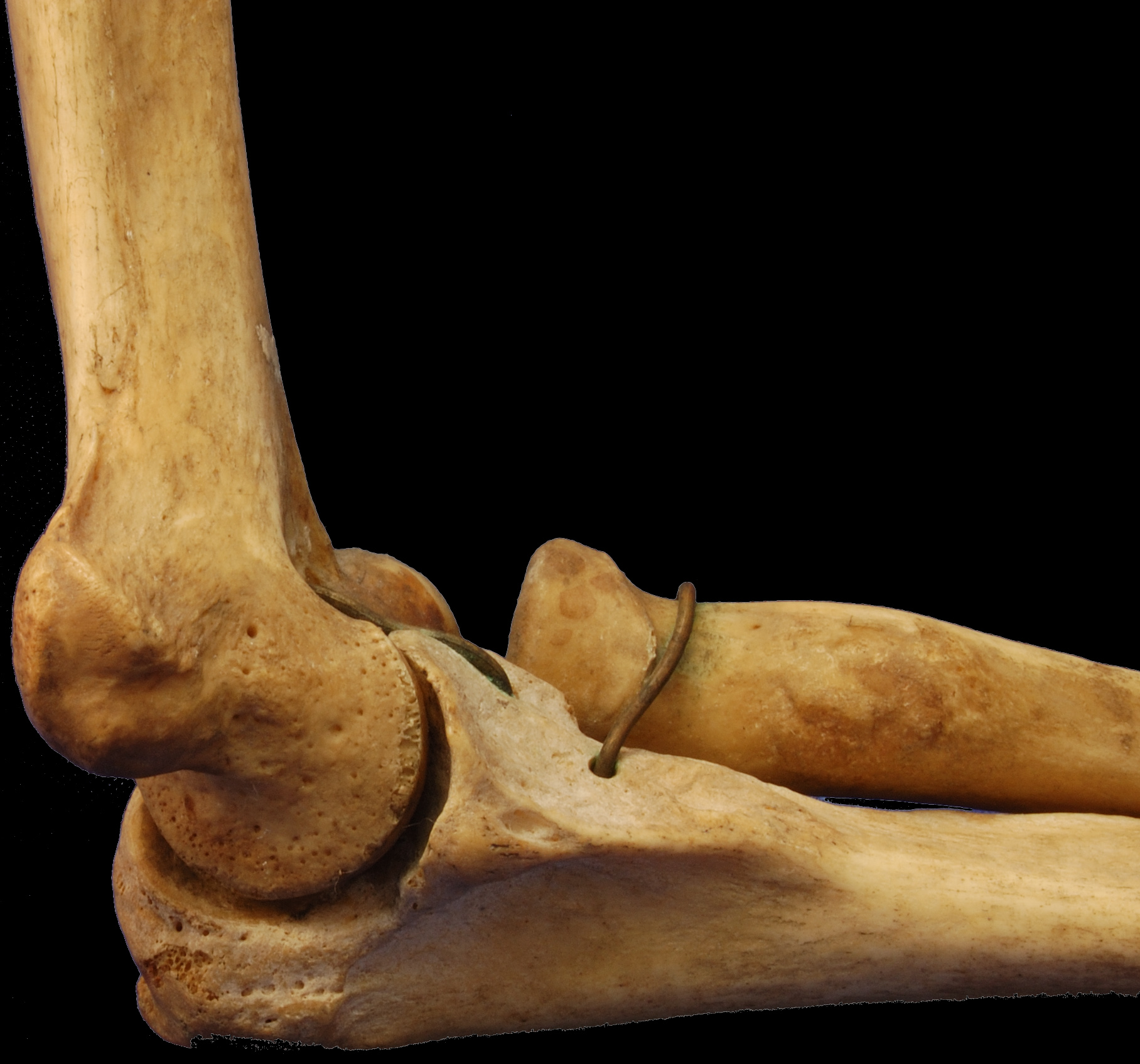
البكرة العضدية متمفصلة مع الثلمة البكرية للزند

## التعظّم
يبدأ تعظّم رؤيس العضد بعد عام من الولادة، وتعظّم البكرة العضدية يبدأ عند عمر 8-9 سنوات؛ أما رأس الكعبرة ولقيمة العضد الانسية فيبدء تعظّمهما في عمر 4-5 سنوات، ولقمة العضد الوحشية في عمر 10 أعوام.

## صور اضافية

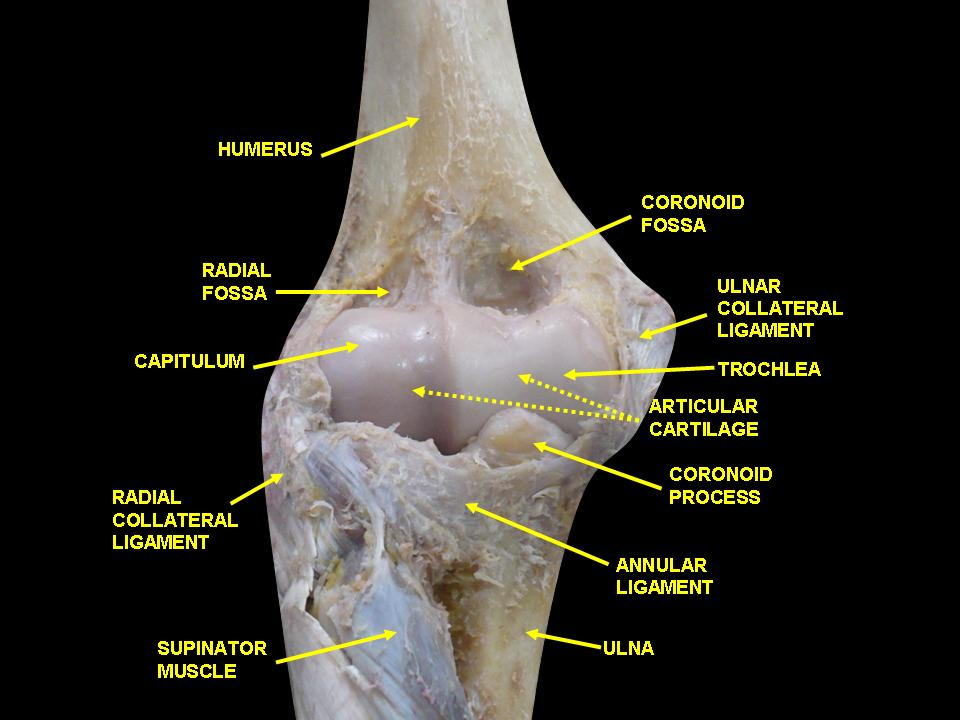
مفصل المرفق. عرض أمامي. تشريح عميق.
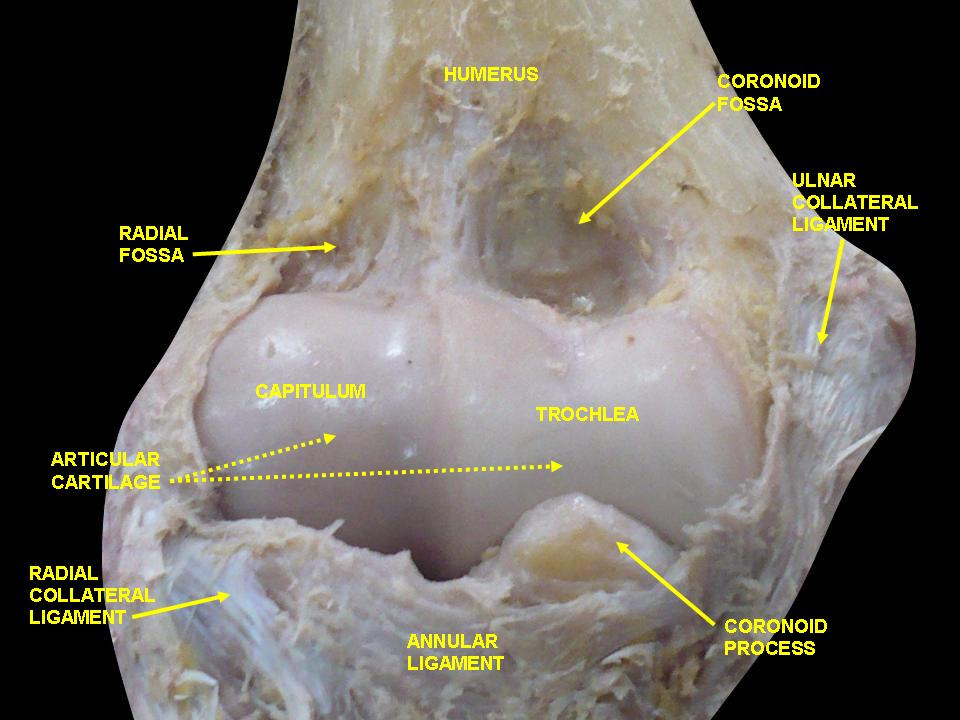
مفصل المرفق. عرض أمامي. تشريح عميق.
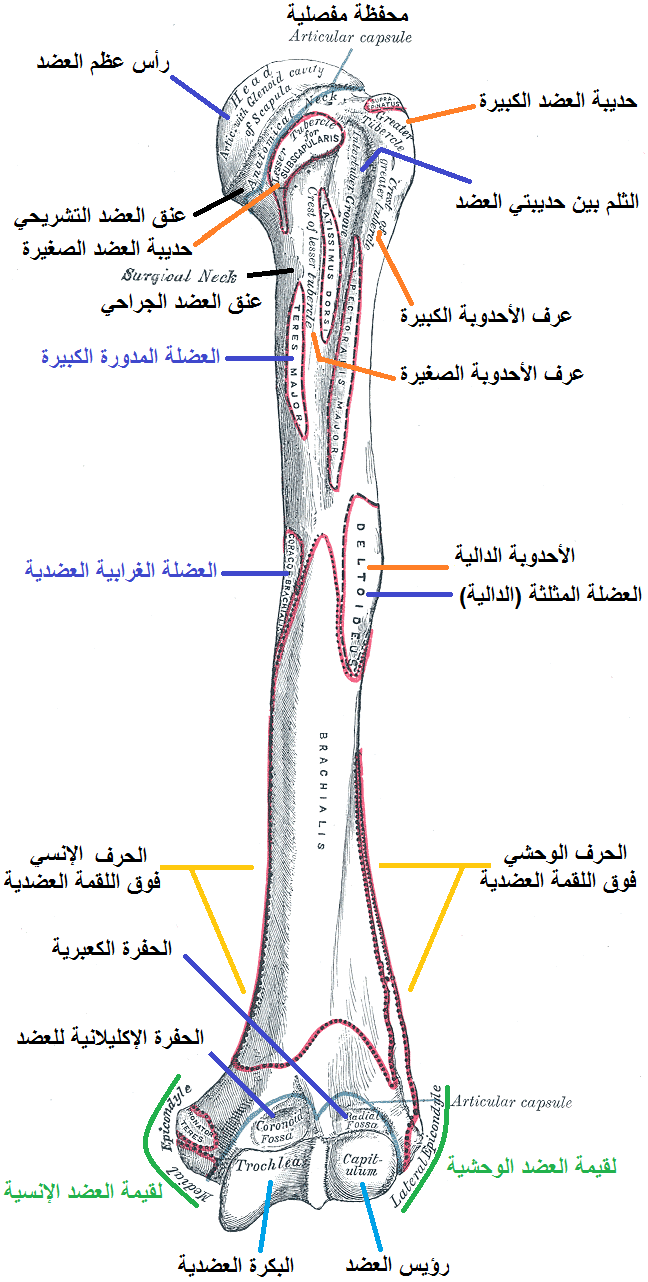
رسم توضيحي لعظمة العضد. عرض أمامي.
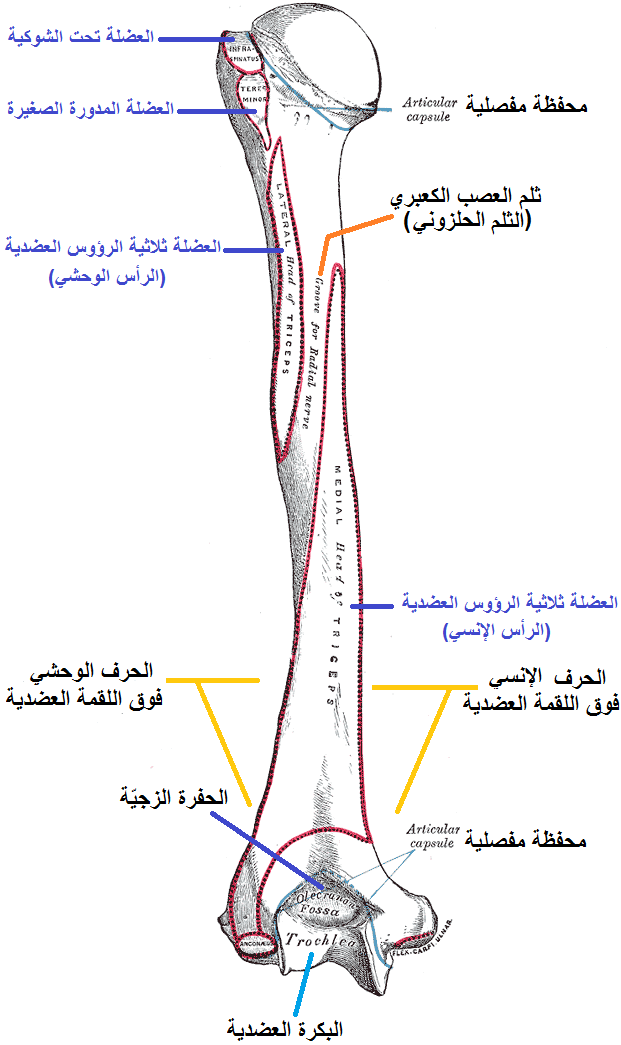
رسم توضيحي لعظمة العضد. عرض خلفي.

## وصلات خارجية
- شكل تشريحي: 07:02-04 على موقع مركز سوني دونستات الطبي (تشريح بشري عبر الإنترنت).